# Ptuj városi község
Ptuj városi község (szlovén nyelven Mestna občina Ptuj) Szlovénia 212 alapfokú közigazgatási egységének, azaz községének egyike a Podravska statisztikai régióban. Adminisztratív központja Ptuj város. A község a történelmi szlovén Stájerország (Štajersko) régió része.

## A községhez tartozó települések

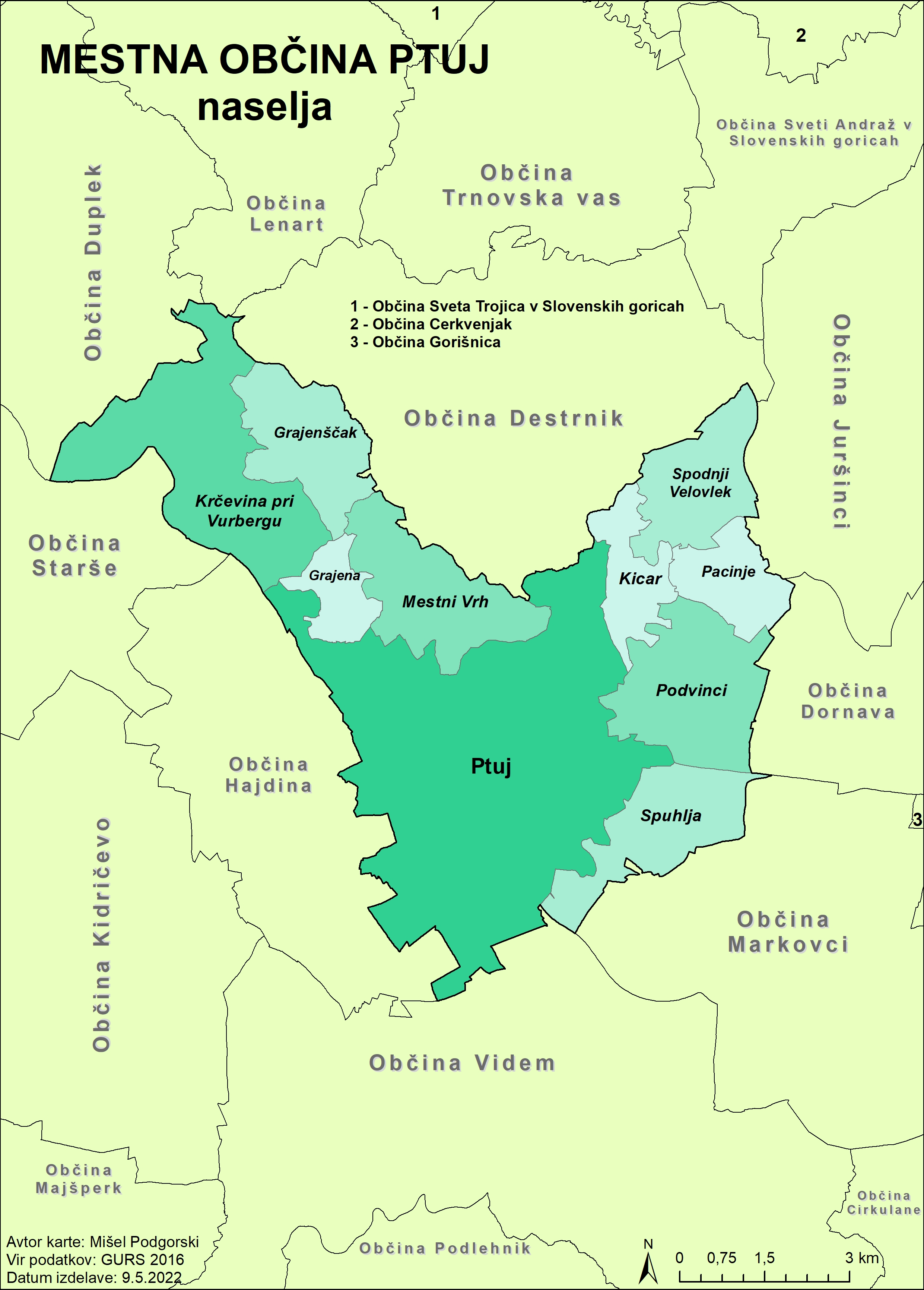
A község falvai

A községhez Ptuj székhelyen kívül a következő települések tartoznak:
- Grajena
- Grajenščak
- Kicar
- Krčevina pri Vurbergu
- Mestni Vrh
- Pacinje
- Podvinci
- Spodnji Velovlek
- Spuhlja

## Népesség
| Lakosok száma | 23 651 | 23 741 | 23 693 | 23 525 | 23 322 | 23 151 | 23 137 | 23 112 | 23 443 | 23 636 |
|               | 2008   | 2009   | 2011   | 2012   | 2013   | 2015   | 2016   | 2017   | 2019   | 2020   |